# Witosław Wąskotorowy
Witosław Wąskotorowy – dawna wąskotorowa stacja kolejowa Bydgosko-Wyrzyskich Kolei Dojazdowych w Witosławiu, w gminie Mrocza, w powiecie nakielskim, w województwie kujawsko-pomorskim. Została oddana do użytku w dniu 15 maja 1895 roku razem z linią kolejową z Łobżenicy do Witosławia Wąskotorowego. 